# Enrique Almada (Komiker)

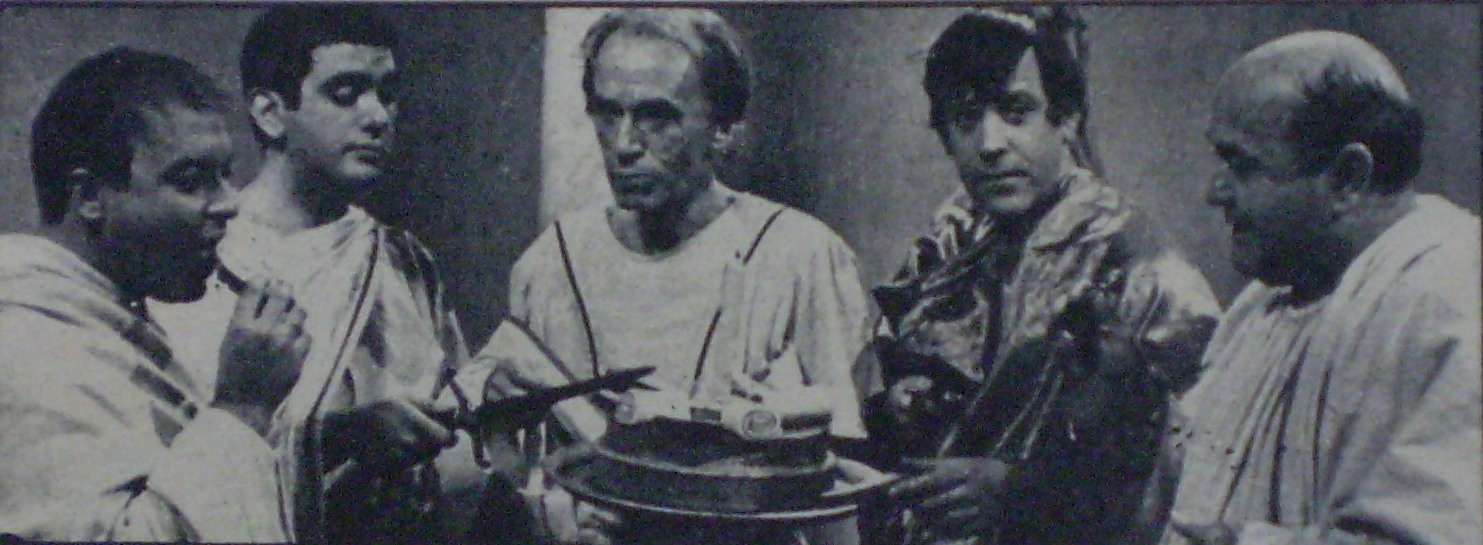
Enrique Almada (links)

Enrique Almada, teilweise auch als Eduardo Almada geführt, (* 15. Juli 1934 im Barrio Sur, Montevideo, Uruguay; † 29. April 1990 ebenda) war ein uruguayischer Komiker, Schauspieler, Schriftsteller, Komponist und Musiker.

## Leben
Almada, der überwiegend im montevideanischen Barrio Sur in der Calle Isla de Flores lebte und mit Elena Rey verheiratet war, begann seine Karriere als Schauspieler Anfang der 1950er Jahre an der Seite von Eduardo Freda. Unter anderem trat er mit der Theatergruppe Mecha Bustos’ im Teatro Stella D’Italia auf. Er wirkte in diversen Filmen sowie den TV-Comedy-Serien Telecataplum, Jaujarana, Hupumorpo und Hiperhumor mit. Zudem schrieb er für den 1980 unter der Regie von Carlos Orgambide entstandenen Film Toto Paniagua, in dem Almada ebenfalls mitspielte, das Drehbuch. Für seine Bühnenmusik-Komposition für García Lorcas Stück Así pasen cinco años wurde Almada mit dem Preis für die beste Musik der Spielzeit des Jahres 1957 ausgezeichnet.
Anlässlich seines Todes wurde im uruguayischen Senat in der Sitzung vom 9. Mai 1990 nach einstimmigen Beschluss eine Schweigeminute für Almada eingelegt.
Nach Almada wurde 2011 eine Straße in Montevideo benannt. Bereits am 23. Oktober 2008 war per Resolution der Junta Departamental von Montevideo die Straße calle Miní nach Almada umbenannt worden.

## Filmographie
- 1973: ¡Quiero besarlo señor!
- 1975: Los irrompibles
- 1977: El soltero
- 1980: El infierno tan temido
- 1980: Toto Paniagua, el rey de la chatarra
- 1984: Cuarteles de invierno

## Fernsehen
- 1963: Telecataplum
- 1969: Jaujarana
- 1974: Hupumorpo
- 1977: Decalegrón
- 1987: Hiperhumor

## Auszeichnungen
- 1957: Preis für die beste Musik der Spielzeit
- 1990: Schweigeminute im uruguayischen Senat